# 新城縣 (厄瓜多爾)

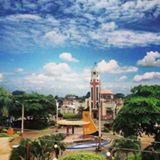
Iglesia del Puebloviejo llamada San Francisco de Asís

新城縣（西班牙語：Cantón Puebloviejo），是厄瓜多爾的縣份，位於該國中西部，由洛斯里奧斯省負責管轄，面積338平方公里，主要經濟活動是農業，2001年人口29,420，人口密度每平方公里87.04人。